# De jagellonska vävda tapeterna

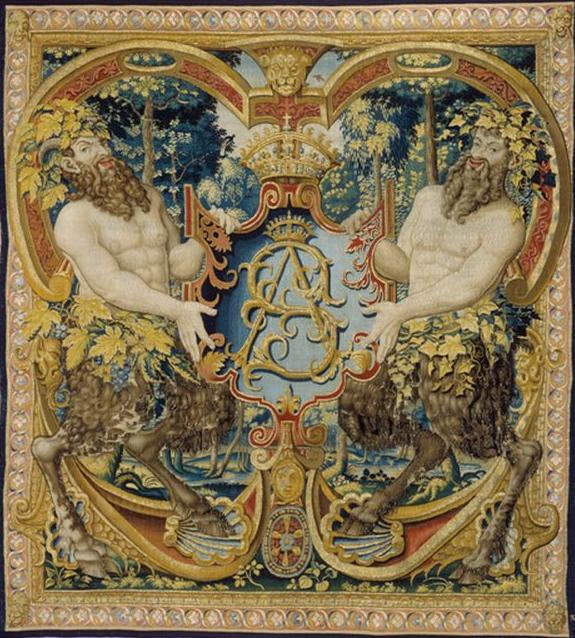
Vävd tapet med satyrer som bär en sköld med monogrammet SA för Sigismund Augustus, cirka 1555.

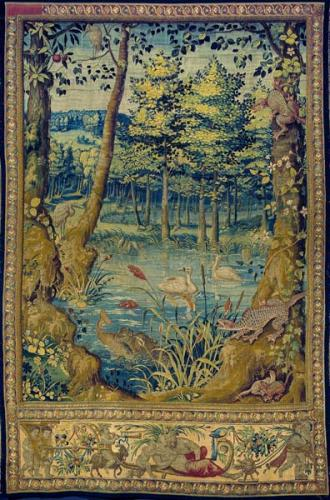
Verdure En utter med en fisk i munnen, Jan van Tieghems ateljé, ca 1555.

De jagellonska vävda tapeterna är en samling vävda tapeter utförda i Nederländerna och Flandern, som ursprungligen bestod av 365 delar sammansatta av Jagellonska familjen för att inreda det kungliga slottet Wawel. De kallas även för "Wawels arrasser",  från Wawel, då de flesta bevarade delar tillhör Wawels slottsmuseum, och från Arras, den franska staden Arras som var ett stort centrum för tillverkning av denna typ av väggdekoration i början av 1500-talet, fast inga av dessa tapeter kommer från Arras. Samlingen testamenterades av Sigismund II August till polska kronan.

## Historik
Den första vävda tapeten fördes hem av drottning Bona Sforza som hemgift. Sedan, år 1526 och 1533, beställde Sigismund I den gamle 108 tapeter från Antwerpen och Brygge. De allra flesta tapeterna beställdes dock mellan 1550 och 1565 av Sigismund II August i Bryssel från verkstäder där Jan Willem de Kempeneer, Jan van Tieghem och Nicolas Leyniers var verksamma. Från en början fanns det cirka 170 vävda tapeter i den kungliga samlingen, varav 84 svartvita tapeter med kungliga hjälmprydnad och bokstäverna SA, åtta vävda tapeter som Sigismund fick från kejsar Maximilian I samt andra gåvor från utländska delegationer. Dessa gåvor inkluderar en väv med den polska örnen och årtalet 1560, de kungliga initialerna och bokstäverna CKCH (Christophorus Krupski Capitaneus Horodlo) bredvid Korczaks vapen och inskriptionen SCABELLVM PEDVM TVORVM ("en fotpall under dina fötter", Psalm 110, En Psalm av David), en gåva av Krzysztof Krupski, häradshövding av Horodło, till Sigismund Augustus. Tapeterna visades offentligt för första gången under bröllopet mellan kung Sigismund Augustus och Katarina av Österrike. Av de 138 bevarade vävda tapeter visas idag cirka 30 stycken. Deras storlek var anpassade till de väggar de hängdes på och vissa av dem är 5 x 9 m stora. Tapeterna vävdes i ull, silke och guldtårdar på vävstolar med en densitet på cirka 8–10 varptrådar per centimeter.

## Tapeternas bildprogram och teman
- Bibliska scener: historien om Adam och Eva, Noa och Babels torn (inventarienummer på Wawel Museum 1—18), Mose, Absalom, Nebukadnessar och Saul (utspridda), skapade efter teckningar av Michiel Coxie för scener, och en okänd konstnär från Cornelis Floris och Cornelis Bos krets för inramningen.
- Mytologiska scener från Trojanska kriget, kung Cyrus militära expeditioner i Persien, historien om Romulus och Remus, Scipio, Hannibal, Julius Caesar och Augustus (utspridda).
- Landskaps- och djurscener, s.k. verdure (inventarienummer på Wawel Museum 19—78), skapade omkring 1560 efter teckningar av en okänd konstnär från Pieter Coecke van Aelsts krets (ibland förknippad med Willem Tons),
- Groteskornamentik med Polens och Litauens vapen och kungliga initialer (inventarienummer på Wawel Museum 79—134/2), skapade omkring 1560, efter teckningar från en okänd konstnär från målarnas Cornelis Floris and Cornelis Bos' krets, tre grotesker (inv nr 92, 93 och 94) är baserade på teckningar av Cornelis Bos.

## Tapeternas historia
Detta är den största samling vävda tapeter som beställts av en enskild regent. Enligt den sista jagellonska kungens testamente, gavs tapeterna bort till hans tre systrar och efter deras död skulle de bli statens egendom.

Paradisets lycksalighet, Jan de Kempeneers ateljé, ca. 1550.

Tyvärr var testamentet inte tillräckligt tydligt och skapade många konflikter kring ägandet av tapeterna mellan kungligheter och adeln. Hela samlingen var samlad bara under en kort tid på slottet i Tykocin fram till 1572. Kung Sigismund II:s systrar splittrade den senare mellan sina olika slott i Kraków, Niepołomice, Warsaw, Vilnius och Hrodna, och några tapeter skickades till och med till Sverige. Den svenska kungen Sigismund tog med sig 30 delar som Anna Jagellonica skickade till sin syster Katarina Jagellonica, Sigismunds mor, i Stockholm. År 1633 presenterades tre av tapeterna med Moses scener till påven Urban VIII av Jerzy Ossoliński, på uppdrag av kung Vladislav IV av Polen. Under Karl X Gustavs polska krig gömdes samlingen av Jerzy Sebastian Lubomirski på hans egendom i Spiš. Åren efter intecknade kung Johan II Kasimir 157 vävda tapeter till Jan Gratta, en köpman från Gdańsk, utan att det polska Parlamentet godkännandet det. Efter att Johan II Kasimir abdikerat tar han med sig några av tapeterna till Frankrike, vilket adeln protesterade stark emot. Tapeterna återfördes till Polen först 1724. Hela serien skickades till Warszawas karmelitkloster av parlamentet för säker förvaring och togs fram för sista gången 1764 under Stanisław II August Poniatowskis kröning. Efter den stora renoveringen av Warszawa slott i neoklassisk stil beställde kungen nya tapeter från Frankrike och de jagellonska tapeterna hängdes upp på Krasiński Palats. Enligt en inventering som utfördes under Stanisław II Augustus tid fanns det då ca 156 tapeter. År 1795, efter Polens tredje delning, tog Aleksandr Suvorov tapeterna, tillsammans med andra föremål som plundrats från kungliga bostäder, till Ryssland.
Efter att ha återvunnit sin självständighet lyckades den polska regeringen mellan 1922 och 1924 få tillbaka 137 tapeter från Sovjetunionen i olika skick. En del hade klippts för att passa väggarna på Vinterpalatset i Sankt Petersburg och Gattjina slott eller hade använts som möbelklädsel. Några av dem finns fortfarande i Ryssland, och visas på olika museer utan att deras ursprung anges. När andra världskriget bröt ut 1939 transporterades tapeterna som fanns på Wawel slott genom Rumänien, Frankrike och England till Kanada för att slutligen återlämnas, efter 15 års förhandlingar, till Polen under 1960-talet. När hela serien samlingen kom tillbaka efter en lång resa år 1961, hälsades den av Sigismundklockan och Krakows invånare. 
Idag ägs 137 tapeter av Wawels slott (två av dem, ett skogslandskap med hjort och en anka som fångar en fisk och ett skogslandskap med hjort och giraffer av Nicolas Leyniers, visas på Warszawas slott), och bildar Europas största samling av vävda tapeter. Mänsklighetens fall före syndafloden återvände till Polen år 1977 som en gåva från Sovjetunionen och visas idag på Warszawas slott. En saknad tapet, som föreställer Gud som välsignar Noas familj, dök upp på antikmarknaden på 1950-talet och köptes av Rijksmuseum i Amsterdam (inventarienummer BK-1955-99).